# Đảng Xanh Úc
Đảng Xanh Úc (tiếng Anh: The Australian Greens) là một đảng chính trị Úc. Đảng bắt đầu hình thành từ cuộc biểu tình trong thập kỷ 1980 chống chính phủ tiểu bang Tasmania xây đập trên sông Franklin, và những cuộc xuống đường chống vũ khí nguyên tử. Sau đó đường lối chính trị "Xanh" phát triển và bao gồm bảo tồn môi trường, hoà bình thế giới, dân chủ cơ sở và công bằng xã hội.
Phong trào Xanh khởi đầu từ Đảng Đoàn kết Tasmania, Đảng Xanh đầu tiên của thế giới, tranh cử quốc hội năm 1972. Sau đó, các thành viên đảng này thành lập Đảng Xanh Úc. Thượng nghị sĩ Xanh đầu tiên là Adam Bandt (TAS) và Dee Margetts (Tây Úc) thắng cử năm 1996. Hiện nay Đảng Xanh có 9 trong số 76 Thượng nghị sĩ và 1 trong số 151 dân biểu của Quốc hội Úc.